# Geschirr (Bauwesen)

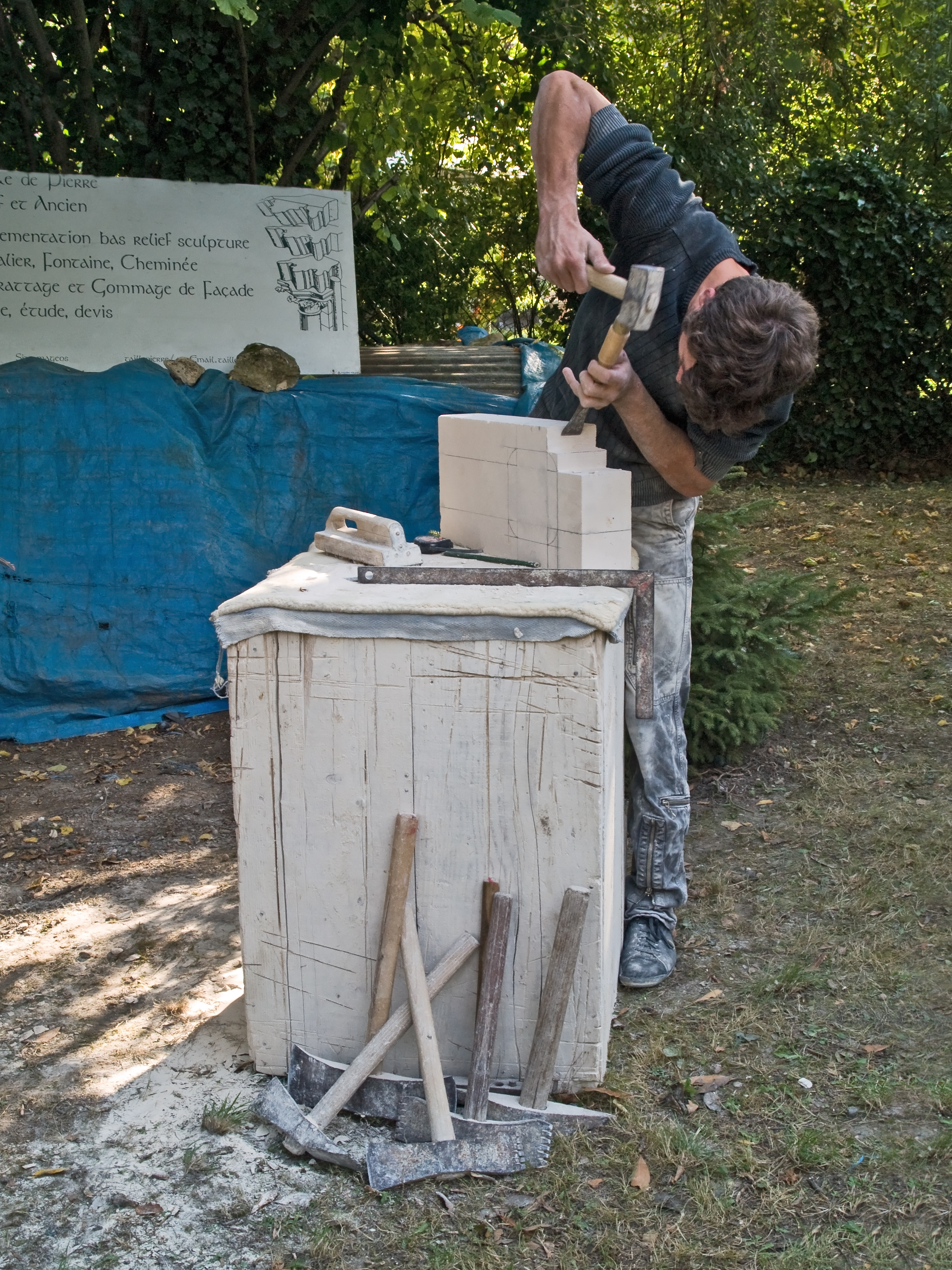
Geschirr der Steinmetze in Verwendung

Geschirr ist im Bauwesen ein Begriff, der vor allem im Steinmetz- und im Maurerhandwerk für das gesamte Handwerkzeug benutzt wurde und heute verschiedentlich auch noch benutzt wird.

## Steinmetz
Das Geschirr der Steinmetze umfasst im Wesentlichen Handwerkzeuge wie Fäustel, Knüpfel und Eisen (Meißel) zur Bearbeitung von Werksteinoberflächen aber auch dabei verwendete händische Messwerkzeuge (beispielsweise Richtscheit, Meterstäbe, Wasserwaage, Senkblei, Maurerschnur, Zirkel und Winkel), ferner auch Versetzwerkzeuge für Werksteine. Des Weiteren gibt es speziell nach Einsatzzweck für Hart- oder Weichgestein geformte Steinmetzwerkzeuge wie Steinbeile, Fläche, Bossier-, Riffel- oder Stockhammer und weitere Meißel. Heute wird das Geschirr wie auch die handgeführten Maschinen und größere Gerätschaften von den Arbeitgebern zur Verfügung gestellt.
Als Steinmetze in der Vergangenheit im Stücklohn bezahlt wurden, gab es Akkordtarife, die bei der Höhe der Entlohnungen zwischen mit oder ohne Geschirr unterschieden. Das beim Arbeiten verwendete Geschirr befand sich im persönlichen Eigentum des jeweiligen Steinmetzen.

## Maurer

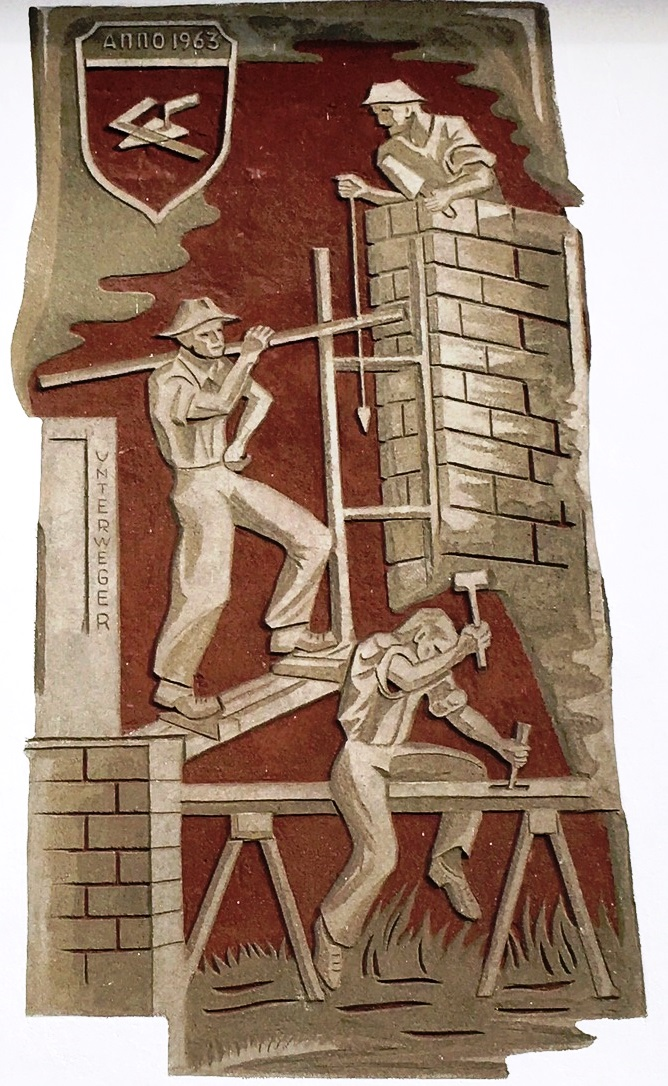
Maurer-Geschirr in Verwendung

Bei den Maurern zählen zum Geschirr die Maurer-, Fugen- und Glättkellen, ferner Hammer und Meißel sowie die weiter oben genannten Messwerkzeuge.